# Protoproutia rusticaria
Protoproutia rusticaria là một loài bướm đêm trong họ Geometridae.